# Liriomyza graminacea
Liriomyza graminacea är en tvåvingeart som beskrevs av Spencer 1981. Liriomyza graminacea ingår i släktet Liriomyza och familjen minerarflugor. Inga underarter finns listade i Catalogue of Life.